# Алловей
Алловей (англ. Alloway, шотл. гел. Allmhaigh) — колишнє село, тепер передмістя Ер. Відоме тим, що тут народився шотландський поет Роберт Бернз.

## Розташування
Алловей знаходиться на південь від міста Ер і є його передмістям. Село Алловей було приєднано до міста Ер у 1935 році.
Перша письмова згадка про Аллове є у хартії шотландського короля Олександр II від 20 квітня 1236 року, там згадується про церкву Алловей Кірк.
Біля головної дороги, що проходить через Алловей, стоїть Будинок-музей Роберта Бернза. Тут поет народився 25 січня 1759 року. Поблизу є пам'ятник Бернзу (1823; одна з найвищих споруд поселення), стіни зруйнованої старої місцевої парафіяльної церкви Алловей Кірк, могила батька поета та старий кам'яний міст через річку Дун. Діє музей Роберта Бернза.
У Алловей є поле для гольфу, дитячий майданчик, аптека, сувенірна крамниця та два громадських парки.

## Відомі люди
Народився Роберт Бернз — шотландський поет напрямку романтизму.

## Галерея

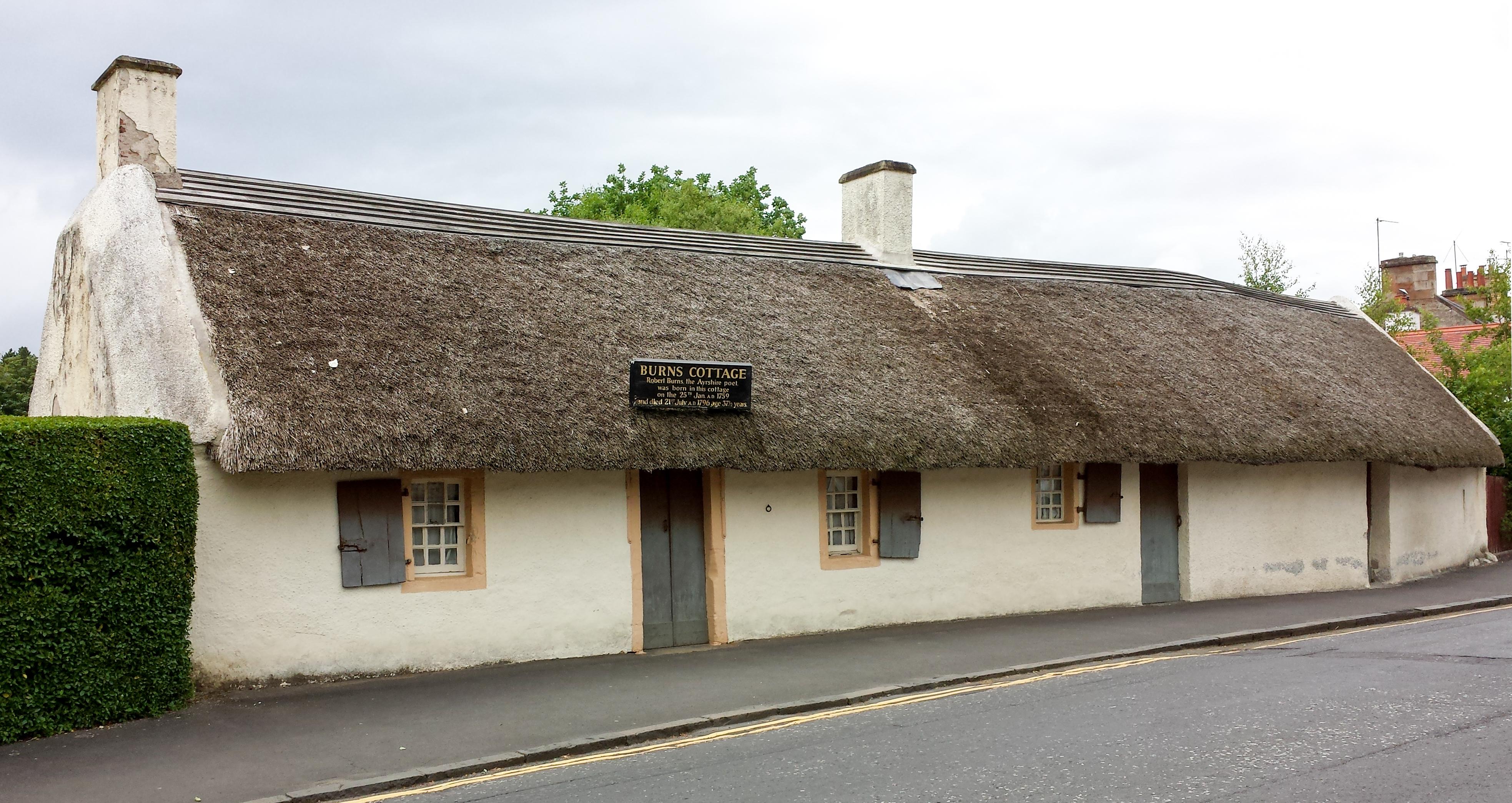
Будинок-музей Роберта Бернза
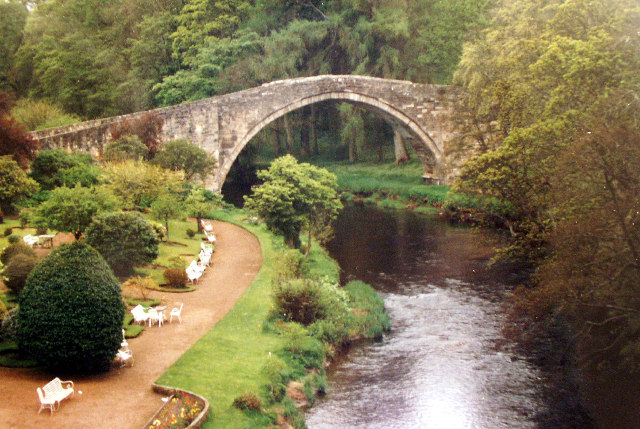
Старий міст
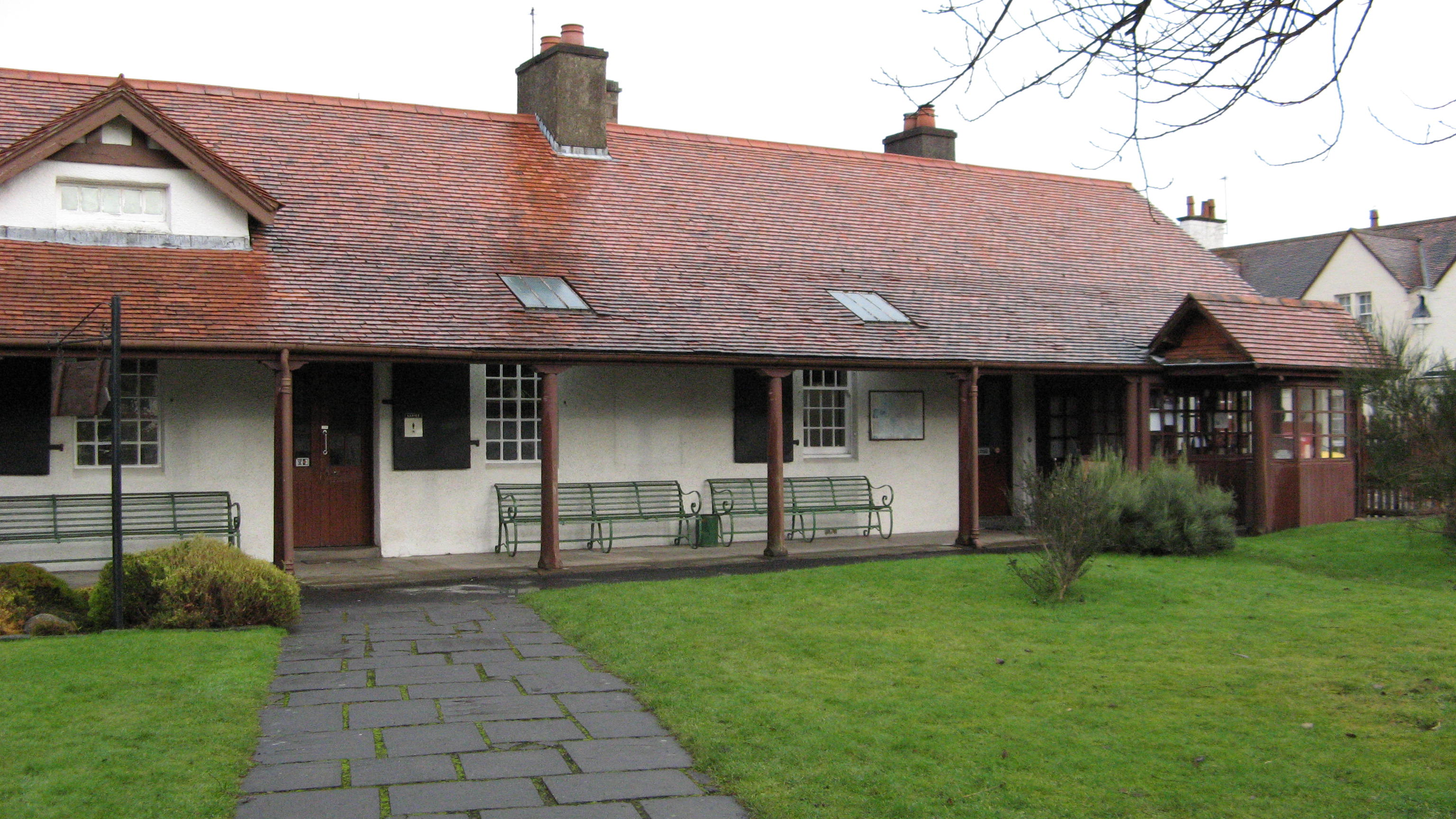
Музей Роберта Бернза
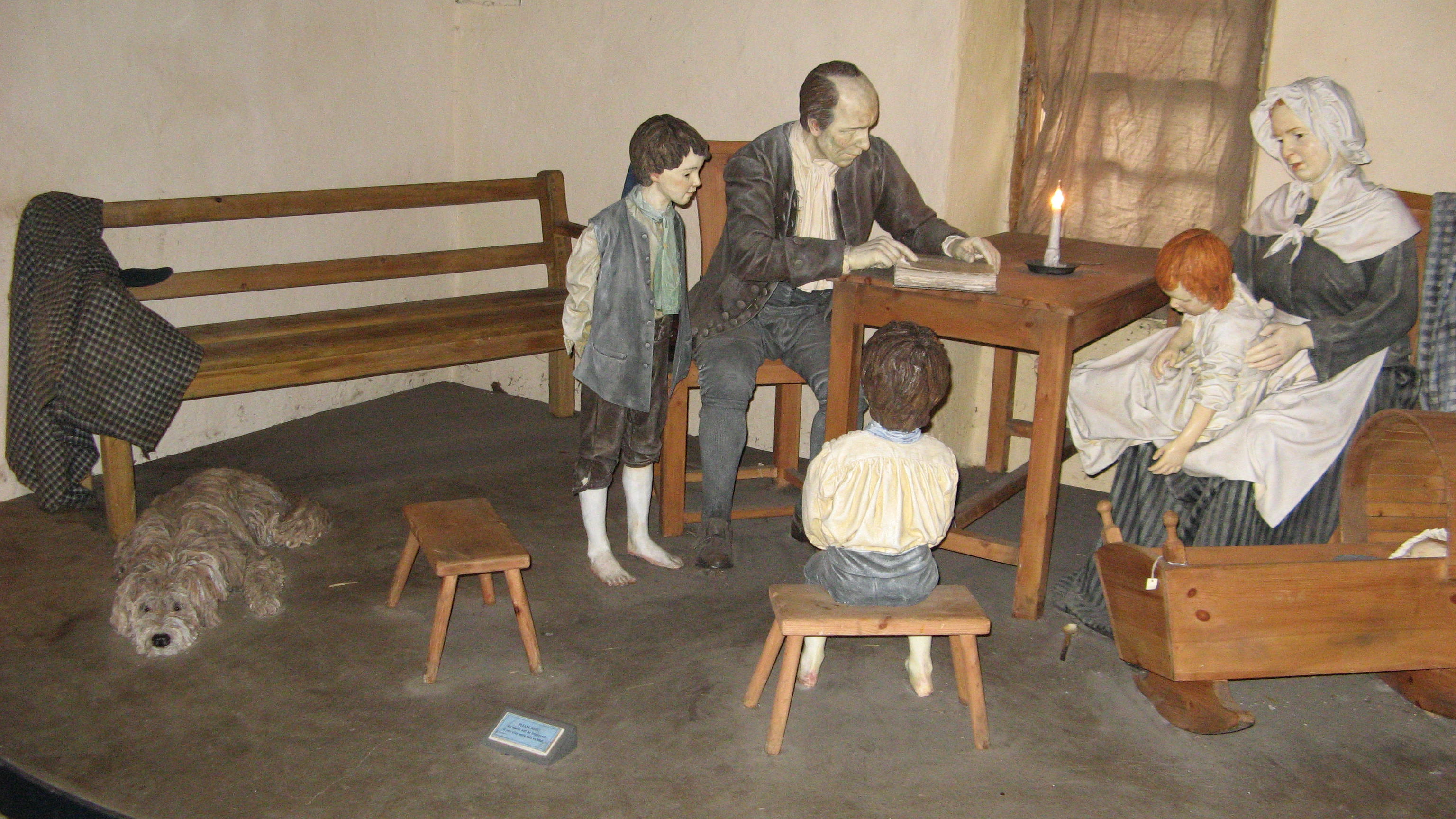
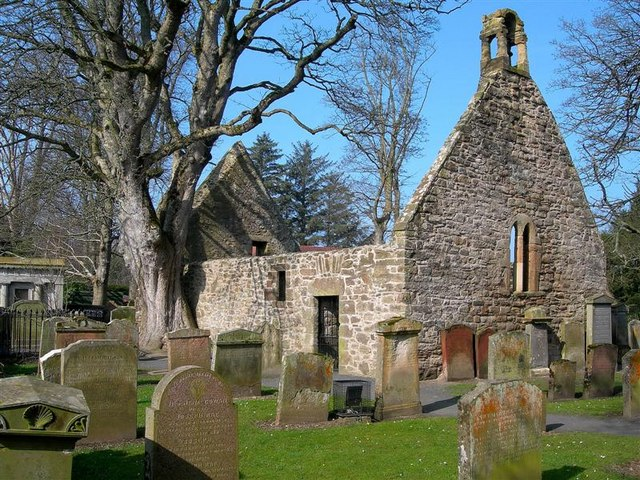
Церква Алловей Кірк
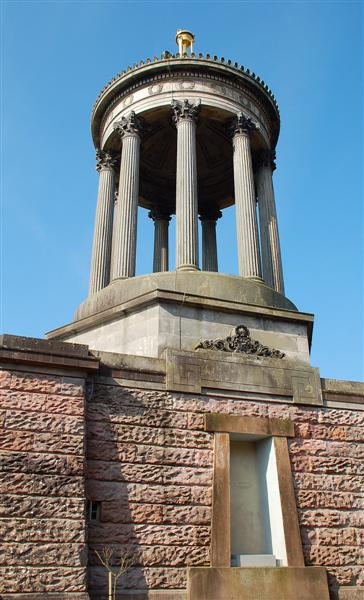
Монумент Бернза